# Stenomacrus variabilis
Stenomacrus variabilis là một loài tò vò trong họ Ichneumonidae.